# Wywiad gospodarczy Abwehry na froncie wschodnim
Wywiad gospodarczy Abwehry na froncie wschodnim
Abwehra zbierała informacje wywiadowcze o ekonomice ZSRR drogą przesłuchań wziętych do niewoli żołnierzy Armii Czerwonej. Przesłuchania prowadzili funkcjonariusze Abwehry i agenci, zwerbowani spośród sowieckich specjalistów gospodarczych. Uzyskane dane i materiały były wstępnie opracowywane, po czym przesyłane do wydziału Walli-1/1 Wi (od niem. Wirtschaft), który odpowiadał za wywiad gospodarczy. W wydziale materiały bardziej szczegółowo opracowywano, tworzono schematy, plany itd., a następnie kierowano je do oddziału 1/Wi Zarządu Abwehr-Ausland. Pod koniec 1943 r. sztab Walli-1 utworzył 2 obozy specjalne w Dummelhof w rejonie Nikolaiken na obszarze Prus Wschodnich i w Toruniu w obrębie stalagu nr 20A w Generalnym Gubernatorstwie. Do obozów tych trafiali wyselekcjonowani jeńcy wojenni-czerwonoarmiści, mający informacje o sowieckiej ekonomice, a szczególnie przemyśle wojskowym i nowych konstrukcjach uzbrojenia. Po przybyciu do obozu każdy jeniec wypełniał specjalną ankietę,  był fotografowany i daktyloskopowany, a na końcu podpisywał zobowiązanie do utrzymania wszystkiego w tajemnicy. Jeńcy, którzy przeszli przez obozy, byli kierowani do pracy w niemieckim przemyśle lub na odpowiednie przeszkolenie do szkół wywiadowczych Abwehry. Na froncie wschodnim działało pięć Abwehrkomand prowadzących wywiad gospodarczy. Każda z nich składała się z 3 do 5 Abwehrgrup. Zajmowały się tym również Zarząd Przemysłu Wojskowego i Uzbrojenia Oberkommando der Wehrmacht (OKW), sonderkomandy 443, 600 i 806 oraz sonderkomanda ppłk. Prinza Reußa. Przez cały okres wojny wywiad gospodarczy Abwehry i inne struktury uzyskały i opracowały wielką ilość informacji o stanie ekonomiki ZSRR. Pod koniec wojny większa ich część dostała się w ręce służb wywiadowczych Wielkiej Brytanii i USA.
Obóz specjalny w Toruniu (Sonderlager Torn)
- Funkcję komendanta pełnił b. pułkownik Armii Czerwonej Michaił M. Szapowałow. Podlegał on Sonderführerowi Haase. W obozie przebywało ok. 200 jeńców wojennych-czerwonoarmistów, mających wykształcenie ekonomiczne bądź pracujących przed wojną w sowieckim przemyśle. Przesłuchania prowadzili niemieccy inżynierowie, a także Rosjanie współpracujący z Abwehrą. Po ich zakończeniu jeńcy byli przesyłani do obozu w Dummelhof. W styczniu 1945 r. toruński obóz – w związku z ofensywą Armii Czerwonej – został ewakuowany w głąb Niemiec.

Obóz specjalny w Dummelhof
- Komendantem był Sonderführer Gille. Kadra obozu liczyła ok. 40 Niemców i ok. 35 Rosjan. Przybywający jeńcy wypełniali na początku specjalne ankiety i byli daktyloskopywani. Oprócz jeńców do obozu kierowano też cywilów posiadających wiedzę o sowieckiej ekonomice. przebywający w obozie byli dzieleni na grupy według rodzajów przemysłu. Zajmowali się oni opracowywaniem informacji wywiadowczych o charakterze gospodarczym, które przychodziły od Abwehrkomand i Abwehrgrup. Ponadto istniała jeszcze grupa pod kierownictwem sierż. Montaia, zajmująca się danymi dotyczącymi najnowszych sowieckich wynalazków o charakterze wojskowym, w tym pociskach rakietowych. Część osadzonych była na koniec wykorzystywana do testowania zdobycznego artyleryjskiego i pancernego uzbrojenia sowieckiego. Na pocz. kwietnia 1945 r. obóz przeniesiono do wsi Unherhausen koło Memmingen w Bawarii, gdzie jego kadra i osadzeni poddali się wkrótce Amerykanom.

Sonderkommando-806
- Zostało sformowane na pocz. 1942 r. przez Abteilung Fremde Heere i Zarząd Uzbrojenia OKW. Rozmieszczone zostało na obszarze stalagu ZD pod Berlinem. Funkcję komendanta stalagu pełnił mjr Hempel. Dowódcą Sonderkommando był ppłk Zinnemann. Oddział składał się z wysoko wykwalifikowanych specjalistów o charakterze gospodarczym spośród jeńców wojennych sowieckich, amerykańskich, brytyjskich i francuskich. Byli oni podzieleni na grupy według narodowości. Na czele grupy sowieckiej stał do maja 1942 r. ppłk Prinz Reuß, potem mjr Hempel, a następnie Fregattenkapitän Razer. Jeńcy byli przesłuchiwani w Wydziale Fremde Heere OKW, ministerstwach lotnictwa i marynarki wojennej, prowadzili wykłady o znanych im strukturach gospodarczych lub typach uzbrojenia, pracowali nad nowymi wynalazkami. Korzystali z bogatej biblioteki z literaturą techniczną. Z powodu nasilających się bombardowań stalagu ZD Sonderkommando przeniosło się w rejon Zellendorf-West na przedmieściach Berlina.

Sonderkommando ppłk. Prinza Reußa
- Była to grupa sowieckich jeńców wojennych pod komendą ppłk. Prinza Reußa, która została wyłączona ze składu Sonderkommando-806, tworząc samodzielny oddział. Skierowano ich na front wschodni z podporządkowaniem Grupie Armijnej "Południe". Oddział zbierał informacje o ekonomice ZSRR, w tym zwłaszcza przemyśle naftowym oraz uzbrojeniu Armii Czerwonej poprzez przesłuchania sowieckich jeńców wojennych, które odbywały się w obozach jenieckich rozmieszczonych na południowej Ukrainie i Krymie. Wysoce wykwalifikowani jeńcy byli kierowani do Sonderkommando-806.

Sonderkommando-600 (Baukommando-600)
- Utworzone zostało w poł. 1942 r. z inicjatywy biura wojskowo-technicznego Zarządu Przemysłu Wojskowego i Uzbrojenia OKW. Stacjonowało w Zollendorf-West. Na jego czele stał Sonderführer Willi-Paul Metzner. W skład oddziału wchodzili projektanci, inżynierowie i konstruktorzy różnych specjalności spośród jeńców wojennych. Byli oni początkowo podzieleni na 5 grup. W styczniu 1943 r. Sonderkommando przeniesiono do Berlina-Wansee, gdzie zostało przemianowane na Sonderlager-665. Jeńców podzielono na 10 grup po 15 osób. Każdą grupą kierował Niemiec, zaś jego zastępcą był osadzony. Jeńcy zajmowali się badaniem sowieckich nowinek technicznych, przede wszystkim dotyczących uzbrojenia. Szczególna uwaga była skupiona na rakietach V-2. W październiku 1944 r. oddział podporządkowano Sonderkommando-443. W styczniu 1945 r. rozmieszczono go w obozie w Luckenwalde, a następnie w Lidumsfeld. Pod koniec wojny ewakuowano go do Halberstadt.

Baukommando-443 (Arbeitskommando-443 lub Sonderkommando-443)
- Oddział sformowano w poł. 1942 r. w Wolgast z inicjatywy biura wojskowo-technicznego Zarządu Przemysłu Wojskowego i Uzbrojenia OKW. Kierował nim inż. Maichel. Składał się z  projektantów, inżynierów i konstruktorów różnych specjalności spośród sowieckich jeńców wojennych, pochodzących głównie ze stalagu w Hammelburgu. Po 2-miesięcznym szkoleniu zostali oni skierowani do prac projektowych i konstruktorskich na rzecz ośrodka wojskowo-naukowego w Peenemünde. Odbywały się też przesłuchania jeńców, podczas których zdobywano informacje o przemyśle ZSRR. W październiku 1944 r., z powodu alianckich nalotów bombowych, oddział w liczbie 26 osób przeniesiono do Berlina-Wansee, gdzie wszedł w skład Sonderlager-665.

Abwehrkommando-1Wi/150 (Dienstelle "Alfa")
- Oddział działał do lutego 1943 r. przy Grupie Armii "Południe". Następnie podporządkowano go Grupie Armii "Północ", zaś od stycznia 1944 r. operował w pasie działań Grupy Armii "Południowa Ukraina". Dowódcami byli mjr Reinhold Linke i  Sonderführer Hans Schulz. Abwehrkommando zajmowało się zbieraniem informacji o ekonomice ZSRR poprzez przesłuchania sowieckich jeńców wojennych z obozów jenieckich na Ukrainie, Łotwie, Litwie, Rumunii, Węgrzech i Austrii.

Abwehrkommando-Wi/151 (Dienstelle "Beta")
- Oddział działał w składzie Grupy Armii "Północ". Na jego czele stał por. Jane Schacht. Zbierał informacje gospodarcze od sowieckich jeńców wojennych z obozów jenieckich w obwodach leningradzkim i pskowskim, w Estonii i na Łotwie. Specjalny pododdział Abwehrkommando pod dowództwem Sonderführera Krola stacjonował w Tartu. Prowadził on werbunek agentury spośród jeńców wojennych dla różnych służb Abwehry.

Abwehrkommando-Wi/152 (do sierpnia 1943 r. Dienstelle "Gamma")
- Oddział operował przy Grupie Armijnej "Środek". Był zakamuflowany jako kompania saperów. Dowódcami byli por. Baier i por. Maier. Agentura była werbowana spośród sowieckich jeńców wojennych osadzonych w obozach jenieckich w północnej części Generalnego Gubernatorstwa, na Białorusi i Łotwie.

Abwehrkommando-1Wi/152
Było mu podporządkowanych pięć Abwehrgrup.
- Abwehrgruppe-1Wi/152-1

Grupę utworzono na pocz. 1944 r. Na jej czele stał Sonderführer Ivar Scherman. W skład Abwehrgruppe wchodziło ok. 80 sowieckich jeńców wojennych pochodzących z obozów jenieckich w Elblągu, Poznaniu i Krakowie. Część jeńców była wykorzystywana jako robotnicy zakładów wojskowych "DAT", zaś pozostałych skierowano do szkoły wywiadowczej przy Abwehrkommando-103.
Abwehrkommando-1Wi/153 (do sierpnia 1943 r. Dienstelle "Stella")
- Oddział działał przy Grupach Armijnych "Południe" i "Południe-A". Dowódcami byli mjr Schatz i kpt. Gewin. Prowadzono przesłuchania sowieckich jeńców wojennych w obozach jenieckich na południowej Ukrainie, północnym Kaukazie, w Rumunii oraz Protektoracie Czech i Moraw. Oddziałowi było podporządkowanych pięć Abwehrgrup (m.in. AG-1Wi-153-1, AG-1Wi/153-N, AG-1Wi/153-Sz).

Abwehrkommando-1Wi/154 (Dienstelle "Iota")
- Oddział działał na obszarze Generalnego Gubernatorstwa. Na jego czele stali kpt. Libich, mjr Linke i kpt. Koszin (Korszin). Sowieccy jeńcy wojenni byli przesłuchiwani pod kątem nowego uzbrojenia Armii Czerwonej, rezerw wojskowych oraz miejsc rozmieszczenia sztabów i składów wojennych. Abwehrkommando były podporządkowane Abwehrgrupy 154-1, 154-I i 154-Sz.

Anwehrkommando-1Wi/154-II
- Oddział został sformowany w czerwcu 1942 r. w Warszawie. Zbierał informacje wojskowo-ekonomiczne w obozach jenieckich we Lwowie, Kownie, Winnicy, Szepetowce, Tarnopolu, Mohylewie Podolskim i Przemyślu.